# Joseph Addison
Joseph Addison (Milston, 1º maggio 1672 – Kensington, 17 giugno 1719) è stato un politico, scrittore e drammaturgo britannico.

## Biografia
Il suo nome è solitamente ricordato per essere stato il fondatore del giornale The Spectator, o anche assieme a quello di Richard Steele, che invece fondò The Tatler (Il chiacchierone). È passato alla storia con la definizione di "padre del giornalismo inglese".
Addison nacque nel Wiltshire. Suo padre, Lancelot Addison, era decano della cattedrale di Lichfield. Addison studiò alla scuola Charterhouse, dove incontrò per la prima volta Steele, ed in seguito a Oxford, presso il Queen's College, mettendosi in luce nello studio dei classici. Nel 1693 dedicò un poema a John Dryden, poeta laureato, e la sua prima opera, pubblicata nel 1694, fu un libro riguardante le vite dei poeti inglesi. Nello stesso anno tradusse le Georgiche di Virgilio.
Nel 1699 cominciò la sua carriera di diplomatico e viaggiò molto in tutta l'Europa, scrivendo e studiando politica. Al suo soggiorno in Italia  dedicò ben due testi, uno del 1701 intitolato Letter from Italy to the Right Hon. Charles Lord Halifaz, l'altro del 1705 intitolato Remarks on Several Parts of Italy. Il suo poema The Campaign, che celebrava la battaglia di Blenheim, gli valse una promozione e nel 1705 diventò sotto-segretario di stato nel governo di Charles Montagu, primo conte di Halifax. Nel 1708 fu membro del parlamento per Malmesbury e subito dopo fu mandato in Irlanda, dove incontrò Jonathan Swift. In seguito aiutò a fondare il Club Kitcat e rinnovò la sua associazione con l'amico Steele. Con lui fondò The Spectator nel 1711, e cominciò una seconda carriera come drammaturgo.
Nel 1716 sposò la contessa di Warwick, e la sua carriera politica conobbe un periodo di splendore: servì il Segretario di Stato dal 1717 al 1718. Nonostante ciò, il suo giornale politico, The Freeholder, fu ampiamente criticato, e Alexander Pope fu uno dei tanti che lo derisero nominandolo Atticus. Nel 1718 gli furono imposte le dimissioni dalla carica di Segretario di Stato a causa delle sue condizioni di salute, ma rimase un parlamentare fino alla morte. Fu sepolto all'Abbazia di Westminster.
Oltre ai due testi dedicati al suo soggiorno italiano, le altre opere principali di Addison furono: Dialogues upon the Usefulness of Ancient Medals, pubblicato nel 1721, nel quale l'autore evidenzia una certa erudizione nel settore della numismatica, disciplina necessaria come chiave di accesso verso il mondo antico; The Campaign, del 1705, poemetto richiesto dal ministro inglese per celebrare la vittoria della battaglia di Blenheim e la tragedia Cato, del 1713 che riscosse un buon successo. Un suo impegno infruttuoso fu invece quello di rinnovare il teatro inglese di costume, visto il fallimento di The Drummer.

## Opere
- (EN) Joseph Addison, Cato, London, Printed for J. Tonson, at Shakespear's Head overagainst Catherine-Street in the Strand, 1713.
- (EN) Joseph Addison, [Opere]. 1, Birmingham, printed by John Baskerville : for J. and R. Tonson, at Shakespeare's Head in the Strand, London, 1761.
- (EN) Joseph Addison, [Opere]. 3, Birmingham, printed by John Baskerville : for J. and R. Tonson, at Shakespeare's Head in the Strand, London, 1761.
- (EN) Joseph Addison, Remarks on several parts of Italy, and c. in the years 1701, 1702, 1703, Birmingham, printed by John Baskerville : for J. and R. Tonson, at Shakespeare's Head in the Strand, London, 1761.